# Departamento Geral de Ações Sócio Educativas
O Departamento Geral de Ações Socioducativas - DEGASE é um órgão do Governo do Estado do Rio de Janeiro, que executa as medidas judiciais aplicadas aos adolescentes em conflito com a lei.

## História

### 1994-2018
Foi fundado no ano de 1994 durante o governo Leonel Brizola para substituir a Fundação Centro Brasileiro para a Infância e Adolescência (FCBIA), fundação pública federal responsável pela execução das medidas sócio-educativas naquela época. O Estado do Rio de Janeiro era então a última Unidade da Federação que ainda mantinha a estrutura federal para execução de tais medidas, tendo em vista ter sido Capital Federal, competindo a Fundação Nacional do Bem Estar do Menor (FUNABEM) tal tarefa. Com o advento do Estatuto da Criança e do Adolescente (E.C.A) em 1990, a FUNABEM foi extinta, dando lugar a FCBIA, que com a Estadualização da execução de medidas socioeducativas, foi substituída pelo DEGASE.
Ao contrário de outros Estados que possuem fundações públicas (administração indireta) ou delegam a ONG´s a execução de medidas aplicadas ao adolescente em conflito com a lei, o Estado do Rio de Janeiro mantém um Departamento Geral, vinculado à Administração Direta, com funcionários contratados e com servidores concursados, estáveis e efetivos, também vinculados à Administração Direta, como responsável pela execução de medidas sócio-educativas aplicadas ao adolescente em conflito com a lei. 
O DEGASEi foi vinculado as Secretarias Estaduais de Justiça e Interior, de Justiça, Direitos Humanos, Ação Social e também ao Gabinete Civil, estando atualmente (desde 2008) vinculado à Secretaria Estadual de Educação (SEEDUC/RJ). Atualmente possui dotação orçamentária própria.

### 2019-presente
Em Janeiro de 2019 André Monteiro tornou-se o diretor do DEGASE. As Unidades do DEGASE foram palco de rebeliões causadas pelos adolescentes em conflito com a lei. Destruíram no passado o Instituto Padre Severino, Escola João Luiz Alves, Educandário Santos Dumont e Educandário Santo Expedito, entre outras, que foram reconstruídas devido aos incêndios e depredações.[carece de fontes?] Em setembro de 2019, o The Intercept entrevistou três ex-detentos do Degase que comentaram as más condições das instalações.

## Unidades de internação
- Centro de Socioeducação Dom Bosco (CENSE-Dom Bosco)- Localizada na Ilha do Governador/RJ - Trata-se de uma Unidade de Internação Provisória, onde os adolescentes em conflito com a lei do sexo masculino aguardam, após serem apreendidos em decorrência de terem praticado um ato infracional, audiência nas Varas de Infância e Juventude do Estado do Rio de Janeiro. O prazo máximo, para a internação provisória é de 45 dias (de acordo com o Art, 183 do E.C.A. ).
- Escola João Luiz Alves (EJLA) - Localizada na Ilha do Governador/RJ, fundada em 1926 pelo então Presidente da República, Dr. Arthur Bernardes, trata-se de uma unidade de internação para adolescentes em conflito com a lei do sexo masculino.
- Centro de Socioeducação Prof. Antônio Carlos Gomes da Costa - Destinado a internação provisória e a internação por medida de adolescente em conflito com a lei do sexo feminino, localizado na Ilha do Governador/RJ.
- Educandário Santo Expedito (ESE) - Ocupava as antigas instalações do presídio Moniz Sodré, localizava-se no Complexo Penitenciário do Gericinó (Bangu)/RJ. Tratava-se de uma unidade de internação destinada a adolescentes em conflito com a lei de 16 anos até 21 anos oriundos da Capital ou que tenham as medidas sócio-educativas deprecadas com amplos poderes das demais Comarcas do Estado à II Vara de Infância e Juventude da Capital/RJ, desativado em 2018.
- Centro de Atendimento Integrado de Belford Roxo (CAI Belford Roxo) - Também conhecido como Centro de Atendimento Integrado da Baixada (CAI Baixada) - Unidade de internação localizada em Belford Roxo, recebendo adolescentes em conflito com a lei do interior, baixada e capital.
- Centro de Socioeducação Prof. Gelso de Carvalho Amaral (CENSE-GCA) - Porta de entrada do Sistema Degase, onde os adolescentes em conflito com a lei chegam oriundos das Varas da Infância e Juventude do estado e também das DPCAs (Delegacias de Proteção a Crianças e Adolescentes) - localizado na Ilha do Governador/RJ.o de 2012 [2]
- Centro de Socioeducação Professora Marlene Henrique Alves - Localizado em Itereré, Campos dos Goytacazes - Inaugurado em 15 de maio de 2013. [3]
- Centro de Socioeducação Irmã Assunción de La Gándara Ustara - Localizado em Volta Redonda - Inaugurado em 13 de dezembro de 2013.[4]
- Centro de Socioeducação Ilha do Governador - Localizado na Ilha do Governador - Inaugurado em 2014

## Unidades de semiliberdade
São conhecidos como CRIAAD (Centro de Recursos Integrados de Atendimento ao Adolescente). Alterada a nomenclatura pelo Decreto nº 41.983/2009, pelo Governador Sérgio Cabral (antes era denominado CRIAM e fazia atendimento a ambos os sexos). Nestas unidades os adolescentes em conflito com a lei saem pela manhã, onde estudam e fazem cursos, só retornando à noite para dormir. A maioria vai para a casa dos responsáveis durante os fins de semana.[carece de fontes?]
Unidades na capital do Rio de Janeiro
- CRIAAD Ilha do Governador (atual CENSE Ilha)
- CRIAAD Penha
- CRIAAD Santa Cruz
- CRIAAD Bangu
- CRIAAD Ricardo de Albuquerque {Destinado exclusivamente a adolescente em conflito com a lei do sexo feminino}

Unidades no Grande Rio
- CRIAAD Niterói
- CRIAAD São Gonçalo
- CRIAAD Nova Iguaçu
- CRIAAD Duque de Caxias
- CRIAAD Nilópolis

Unidades no Interior
- CRIAAD Teresópolis
- CRIAAD Nova Friburgo
- CRIAAD Cabo Frio
- CRIAAD Macaé
- CRIAAD Campos
- CRIAAD Volta Redonda
- CRIAAD Barra Mansa

Outras unidades do DEGASE
- Escola de Gestão Socioeducativa Paulo Freire - Situada na Ilha do Governador, é destinada à formação e atualização de profissionais do DEGASE

- CECAP (Centro de Capacitação Profissional) - Onde fomenta a profissionalização do jovem com diversos cursos

- CITUAD (Centro Integrado de Tratamento ao Uso e Abuso de Drogas) - extinto em 2014

- CREDEQ (Centro de Tratamento para Adolescentes Dependentes Químicos em Conflito com a Lei) - Localizado em Campo Grande, Zona Oeste do Rio de Janeiro.  [ligação inativa]